# إدي جونسون
إدي جونسون (بالإنجليزية: Eddie Johnson)‏ (و. 1981  م) هو لاعب كرة قدم أمريكية، ولاعب كرة القدم الكندية، من الولايات المتحدة، ولد في نيوبورت بيتش، أورانج، كاليفورنيا، يلعب كراكل ‏.

## التعليم
تعلم في Newport Harbor High School ‏.